# Kabupaten Nias
Kabupaten Nias (indonesiska: Kabupaten Nias Selatan) är ett kabupaten i Indonesien.   Det ligger i provinsen Sumatera Utara, i den västra delen av landet, 1 300 km nordväst om huvudstaden Jakarta. Antalet invånare är 138 360. Kabupaten Nias ligger på ön Pulau Nias.